# Lachenalia namibiensis
Lachenalia namibiensis är en sparrisväxtart som beskrevs av Winsome Fanny 'Buddy' Barker. Lachenalia namibiensis ingår i släktet Lachenalia och familjen sparrisväxter. IUCN kategoriserar arten globalt som livskraftig.
Artens utbredningsområde är Namibia. Inga underarter finns listade i Catalogue of Life.